# 烏爾巴薩山脈

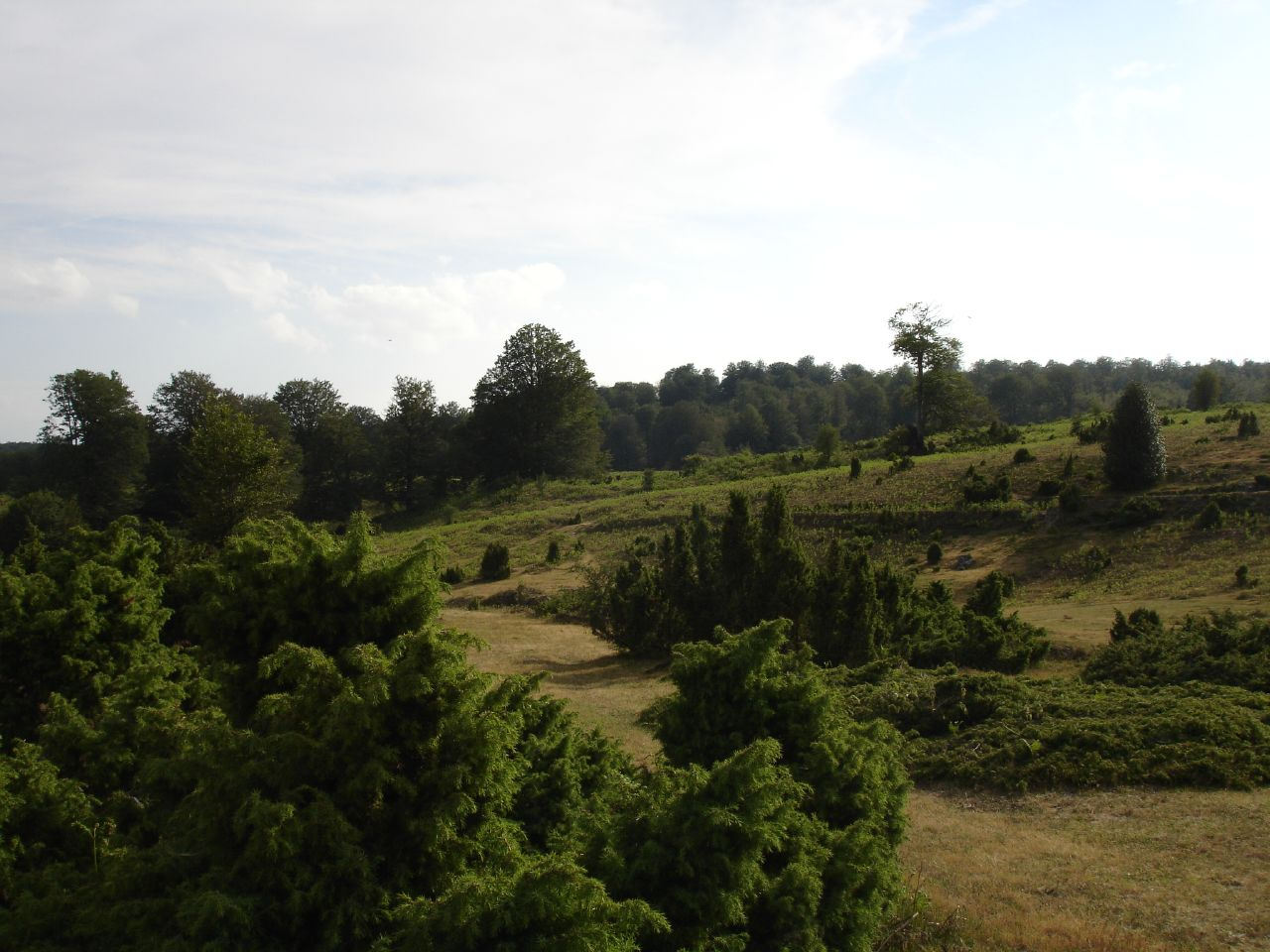

烏爾巴薩山脈（西班牙語：Sierra de Urbasa），是西班牙的山脈，位於該國北部納瓦拉，處於安迪亞山脈附近，屬於巴斯克山脈的一部分，最高點海拔高度1,183米。